# Премія Джонатана Ебергарта
Премія Джонатана Ебергарта за журналістику в планетних науках (англ. Jonathan Eberhart Planetary Sciences Journalism Award) була заснована Відділом планетарних наук Американського астрономічного товариства, щоб відзначити та стимулювати видатні популярні публікації про планетні науки. Переможець отримує нагороду у розмірі 1000 доларів США. Якщо переможців декілька, нагорода ділиться між ними. Нагорода названа на честь наукового журналіста Джонатана Ебергарта.

## Лауреати
- 2009 Келлі Бітті[d][3]
- 2010 Джордж Массер[en][4]
- 2011  Емілі Лакдавалла[en][5][6]
- 2012  Майкл Керролл[en][1][7]
- 2013  Річард Керр[en][1][8]
- 2014  Джеймс Оберг[en]
- 2015  Стівен Баттерсбі[en]
- 2016  Надя Дрейк[en]
- 2017  Джошуа Сокол[d]
- 2018  Александра Вітце[d]
- 2019  Ребекка Бойль[d]
- 2020  Крістофер Крокетт[d]